# Heterachne gulliveri
Heterachne gulliveri är en gräsart som beskrevs av George Bentham. Heterachne gulliveri ingår i släktet Heterachne och familjen gräs. Inga underarter finns listade i Catalogue of Life.